# Reed Farrel Coleman
Pour les articles homonymes, voir Coleman.
Reed Farrel Coleman, né le 29 mars 1956 à New York dans l’arrondissement de Brooklyn aux États-Unis est un écrivain de roman policier et un poète américain.

## Biographie
Il exerce divers métiers pour vivre : vendeur de crème glacée, porteur à l'aéroport international de New York-John F. Kennedy, loueur de voiture, cuisinier, chauffeur de taxi et livreur de fioul domestique.
Il vient à l'écriture par la poésie avant de s’essayer au roman. Il commence une première série consacrée à Dylan Klein, un ancien enquêteur d'assurance, puis une seconde dédié à Joe Serpe, un ancien agent du NYPD, qu'il publie sous le pseudonyme de Tony Spinosa. Sa série consacrée aux aventures du détective privé Moe Prager lui apporte le succès critique et commercial. Il remporte notamment trois prix Shamus et plusieurs récompenses littéraires aux États-Unis pour les différents romans qui la composent.
En France, seuls trois romans de la série Moe Prager ont été traduits par l'éditeur Phébus. Moe Prager évolue dans la ville de New York et plus particulièrement au sein de Brooklyn et de ses quartiers de Coney Island et de Sheepsead Bay (en), là où l’auteur a grandi. 
En 2009, il coécrit Tower avec Ken Bruen, publié dans la collection Rivages/Noir en 2012. En 2014, il est nommé par les héritiers de Robert B. Parker pour reprendre la série consacré à Jesse Stone (en). Il publie ainsi la même année le roman Blind Spot. En parallèle, il travaille actuellement comme professeur à l'université Hofstra où il enseigne l'écriture créative.

## Œuvre

### SérieMoe Prager
- Walking the Perfect Square (2001) Publié en français sous le titre Angle obscur, Phébus, coll. Rayon noir, 2007, réédition Points Romans noirs, 2011.
- Redemption Street (2004) Publié en français sous le titre Redemption Street, Phébus, coll. Rayon noir, 2006.
- The James Deans (2005)
- Soul Patch (2007) Publié en français sous le titre Soul Patch, Phébus, Domaine étranger, 2011.
- Empty Ever After (2008)
- Innocent Monster(2010)
- Hurt Machine (2011)
- Onion Street (2013)
- The Hollow Girl (2014)

### SérieDylan Klein
- Life Goes Sleeping (1991)
- Little Easter (1993)
- They Don’t Play Stickball in Milwaulkee (1997)

### SérieGulliver Dowd
- Dirty Work (2013)
- Valentino Pier (2013)
- The Boardwalk (2015)
- Love and Fear (2016)

### SérieJesse Stone
- Blind Spot (2014)
- The Devil Wins (2015)
- Debt to Pay (2017)
- The Hangman’s Sonnet (2017)
- Colorblind (2018)
- The Bitterest Pill (2019)

### SérieGus Murphy
- Where It Hurts (2016)
- What You Break (2017)

### SérieNick Ryan
- Sleepless City (2023)

### SérieJoe Serpe
- Hose Monkey (2006)
- Gun Bunnies (2007)
- The Fourth Victim (2008)

### Autres romans
- Tower (2009) (coécrit avec Ken Bruen) Publié en français sous le titre Tower, Paris, Rivages/Noir no 883, 2012.
- Gun Church (2012)
- Bronx Requiem (2012) (avec John Roe)
- The Book of Ghosts (2013) Publié en français sous le titre Le mythe d'Isaac Becker, Paris, Ombres noires, 2015.

### Recueil de nouvelles et novellas
- A Redemption of Bones (2014)

### Nouvelles
- Kadish (2005)
- Bad Head Speed (2006)
- Portrait of a Killer as a Young Man (2006)
- King Fixer (2006)
- Requiem for Jack (2006)
- Requiem for Moe (2006)
- Pearls (2007)
- Due Dilligence (2007)
- Coney Island : No Roses for Bubbeh (2008)
- Accidently, Like a Martyr (2008)
- Jibber Jabber (2009)
- Another Role (2010)
- Gobble (2010)
- Feeding the Crocodile (2010)

### Sous le pseudonyme de Tony Spinosa
- Killing O’Malley

## Prix et distinctions notables
- Prix Barry 2006 du meilleur livre de poche pour The James Deans[1].
- Prix Anthony 2006 du meilleur livre de poche pour The James Deans[2].
- Prix Shamus 2006 du meilleur livre de poche pour The James Deans[3].
- Prix Shamus 2008 du meilleur roman pour Soul Patch[3].
- Prix Shamus 2009 du meilleur roman pour Empty Ever After[3].
- Prix Macavity 2010 du meilleur roman pour Tower, avec Ken Bruen[4].
- Prix Shamus 2017 du meilleur roman pour Where It Hurts[3].